# Georgios Zaimis
Georgios Zaimis (Piraeus, 28 juni 1937 - 1 mei 2020) was een Grieks zeiler.
Zaimis won in 1960 de olympische gouden medaille in de Drakenklasse. 
In 1964 en 1968 behaalde Zaimis de achtste en vijftiende plek in de drakenklasse.

## Olympische Zomerspelen
| Jaar | Plaats      | Resultaten       |
| ---- | ----------- | ---------------- |
| 1960 | Rome        | Drakenklasse     |
| 1964 | Tokio       | 8e Drakenklasse  |
| 1968 | Mexico-stad | 15e Drakenklasse |

1948: Hakon Barfod / Sigve Lie / Thor Thorvaldsen ·
1952: Hakon Barfod / Sigve Lie / Thor Thorvaldsen ·
1956: Folke Bohlin / Bengt Palmquist / Leif Wikström ·
1960: Odysseus Eskitzoglou / Constantijn van Griekenland / Georgios Zaimis ·
1964: Ole Berntsen / Christian von Bülow / Ole Poulsen ·
1968: George Friedrichs / Barton Jahncke / Gerald Schreck ·
1972: Thomas Anderson / John Cuneo / John Shaw